# Квинт Теренций Кулеон
Квинт Теренций Кулеон (на латински: Qintus Terentius Culleo) е политик и сенатор на ранната Римска империя.

## Биография
Неговият баща е проконсул на провинция Сицилия по времето на Август.
На 13 януари 40 г. Теренций става суфектконсул заедно с Гай Леканий Бас след консула без колега император Калигула.